# Thou Art the Man (film 1916)
Thou Art the Man è un film muto del 1916 diretto e interpretato da S. Rankin Drew.
George Cameron era lo pseudonimo di Gladys Rankin, che lei usava per i suoi lavori. La scrittrice, madre del regista, era morta il 9 gennaio 1914, poco dopo aver scritto questa sceneggiatura.

## Trama
Gilbert Raynor, impiegato della pubblica amministrazione civile britannica in India, viene raggiunto dalla moglie Emily che, però, poco tempo dopo il suo arrivo, cade ammalata. Raynor chiede a Marner, il suo superiore, di poter essere trasferito in una località da un clima più dolce, senza avere una risposta positiva. Quando però Marner conosce Emily, si innamora di lei e decide di trasferire Marner, spedendolo però in una zona dell'India dove il funzionario cade subito in preda alle febbri endemiche del posto. Marner, che raggiunge Emily in montagna dov'era stata mandata, viene a sapere della malattia di Raynor ma, indifferente, cerca di sedurre la donna. Lei lo respinge e Marner comincia a pentirsi del proprio comportamento. Insieme a Emily, si reca nella zona delle febbri per ritrovare Raynor. Durante il viaggio, legge la storia biblica di Davide e Uriah che adombra quella tra lui e Raynor. Rimasto sul posto, lascia andare la coppia di sposi finalmente riunita, mentre lui soccombe alle febbri.

## Produzione
Il film fu prodotto dalla Vitagraph Company of America.

## Distribuzione
Il copyright del film, richiesto dalla Vitagraph Co. of America, fu registrato il 20 dicembre 1915 con il numero LP7300.
Distribuito dalla V-L-S-E, il film uscì nelle sale cinematografiche statunitensi 3 gennaio 1916, dopo essere stato presentato al Vitagraph Theatre di New York il 12 dicembre 1915.